# 莫拉德爾斯夸特爾特爾姆斯峰
41°19′44″N 1°3′57″E / 41.32889°N 1.06583°E

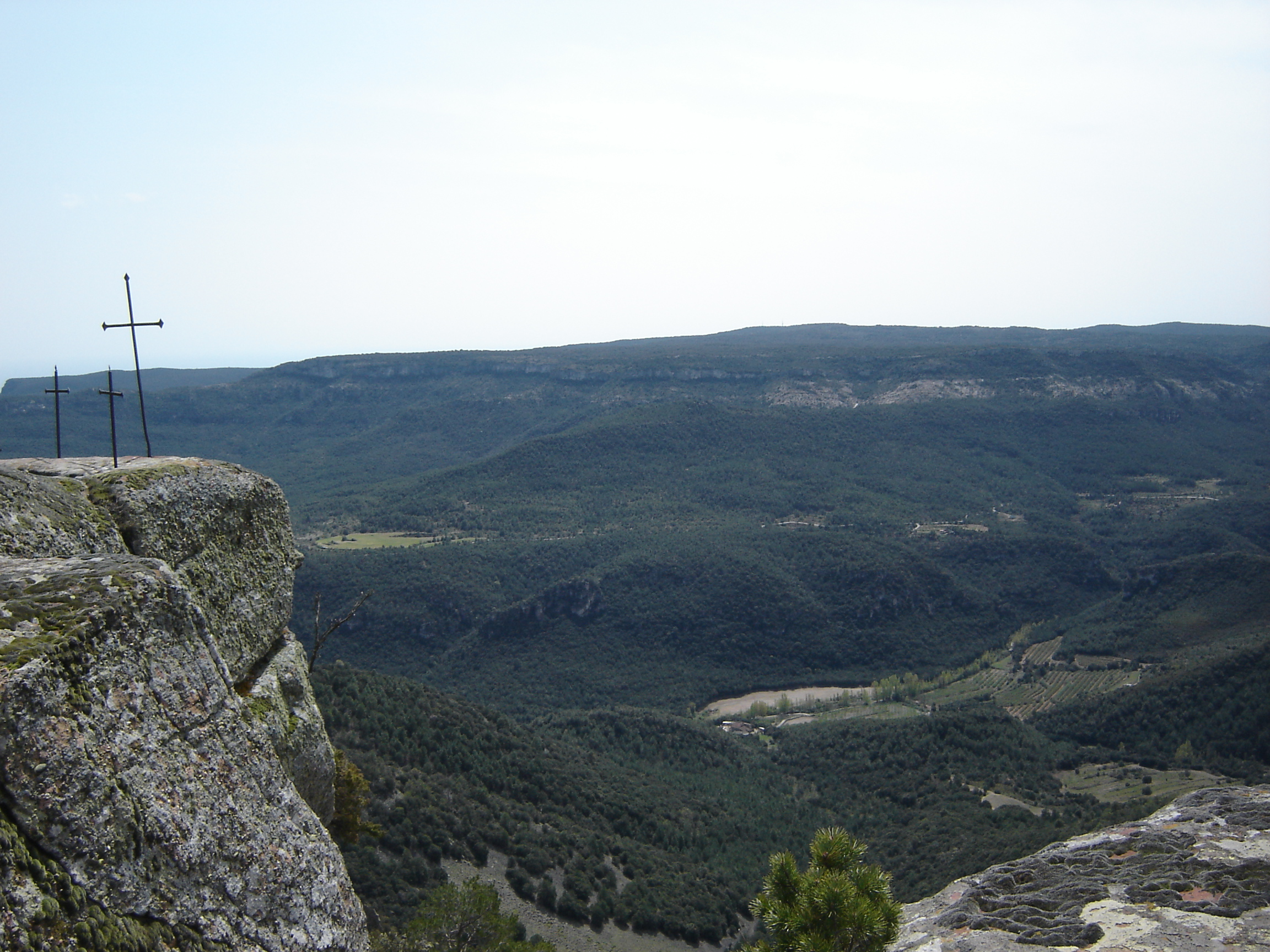

莫拉德爾斯夸特爾特爾姆斯峰，是西班牙的山峰，位於該國東北部加泰羅尼亞，處於賓沃迪和蒙特夫蘭克之間，屬於普拉德斯山脈中博斯卡山脈的一部分，海拔高度1,117米。